# USS Henderson (DD-785)
USS Henderson (DD-785) fue un destructor clase Gearing de la Armada de los Estados Unidos, el segundo barco de la Armada con ese nombre y el primero que lleva el nombre del Mayor del Cuerpo de Marines de los Estados Unidos, Lofton R. Henderson. El Henderson anterior recibió el nombre del Comandante del Cuerpo de Marines Archibal Henderson. El destructor fue fundado por Todd Pacific Shipyards, Seattle, Washington (estado), el 27 de octubre de 1944 y su Botadura, el 28 de mayo de 1945; patrocinado por la Sra. A. R. Early; y puesto en sedrvicio en Seattle el 4 de agosto de 1945.

## 1945-1964
Henderson realizó un crucero de prueba desde San Diego y luego partió de Seattle el 31 de octubre hacia Hawái. A su llegada el 7 de noviembre, operó como barco de pantalla para Portaviones de escolta en aguas hawaianas y realizó pruebas experimentales de Sonar con submarinos antes de regresar a la Base Naval de San Diego el 23 de abril de 1946.